# Adásztevel
Adásztevel là một thị trấn thuộc hạt Veszprém, Hungary. Thị trấn này có diện tích 8,37 km², dân số năm 2010 là 762 người, mật độ 91 người/km².